# Stepan Vitvitski
Stepan Porfírovitx Vitvitski (ucraïnès: Степан Порфирович Витвицький) (13 de març de 1884 prop de Stanisławów — 9 d'octubre del 1965 a Nova York, Estats Units) fou un polític ucraïnès, diplomàtic i periodista. Fou el President de la República Popular d'Ucraïna a l'exili (1954-1965).

## Biografia
Stepan Vitvitski va néixer el 13 de març de 1884, a la localitat de Uhòrniki, al costat de la ciutat de Stanisławów, Regne de Galítsia i Lodomèria a Àustria-Hongria (ara Ucraïna). Va estudiar en les Facultats de Dret de les Universitats de Lviv i Viena. Durant els seus anys d'estudiant, Vytvytskyi fou el cap de l'Academic Hromada a Lviv i de l'organització Sitx a Viena. El 1910, va començar la seva pràctica com a advocat a Drogóbitx El 1914, va ingressar a l'organització militar de la Legió de fusellers Sitx ucraïnesos. A partir de 1915-1918, fou un membre de la junta editorial del diari Dila, i un editor al diari Svoboda, tots dos amb base a Lviv.
Si bé fou membre del Partit Nacional Democràtic Ucraïnès (PNDU) l'octubre de 1918, va ser elegit com a secretari de la Rada ucraïnesa nacional de la República Popular d'Ucraïna Occidental (ZUNR). Fou un membre de la Tsentralna Rada de la República Popular d'Ucraïna (RPU) i el secretari estatal d'afers exteriors de l'UPR. Com a secretari de la Rada Nacional Ucraïnesal, va ser membre de la delegació de la ZUNR al Congrés dels Treballadors d'Ucraïna en Kíev, i un membre de la delegació de l'acte de la fusió de la ZUNR i l'RPU el 22 gener del 1919.
Des d'octubre de 1919, fou el cap de les missions diplomàtiques del Directori d'Ucraïna a Varsòvia. Durant algun temps, Vytvytskyi encapçalà la secretaria de Relacions Exteriors en el govern de ZUNR a l'exili a Viena. En 1921-1923, va encapçalar la missió de la ZUNR a París i Londres, per persuadir els governs d'aquests països (França, Regne Unit) per reconèixer l'ocupació del territori oriental de Galítsia per part de Polònia, i ajudà amb el restabliment de la seva independència.
El 1924, va continuar amb l'exercici de la professió d'advocat a Drohóbitx. De 1935-1939, va ser elegit membre del Sejm polonès pel districte de Drohobycz. Amb l'ocupació de Galítxia per part dels bolxevics el 1939, va deixar Drohóbytx i va emigrar cap a l'oest. El 1945, va ser triat com a copresident de la Comissió Central Ucraïnesa d'Emigració a Alemanya. Després de la mort d'Andrí Livitski el 1954, Stepan Vitvitski va ser triat com el president de la República Popular d'Ucraïna a l'exili. Va morir a Nova York el 9 d'octubre de 1965, i va ser enterrat al cementiri de Bound Brook, Nova Jersey.